# Detektiv Klubíčko
Detektiv Klubíčko je literární postava, jejímž autorem je český spisovatel a hradecký rodák Emil Vachek. Ten je považován za jednoho ze zakladatelů českého detektivního žánru. Na přelomu 19. a 20. století bylo typickým znakem autorů detektivek to, že své příběhy spojovali jednou konkrétní postavou detektiva. Základy tohoto trendu položil Arthur Conan Doyle, který své detektivní příběhy propojil postavou dnes již legendárního Sherlocka Holmese. Doyla poté následovala jedna z nejúspěšnějších spisovatelek všech dob, Agatha Christie, která proslula postavou Hercula Poirota nebo slečny Marplové. Mezi další takové autory můžeme řadit například Gilberta Keitha Chestertona a jeho otce Browna nebo belgického spisovatele Georgese Simenona, tvůrce komisaře Maigreta.
Vachkův inspektor Klubíčko je historicky první literární postavou ryze českého detektiva. Poprvé se objevil v díle Tajemství obrazárny z roku 1928. Dále tuto postavu nalezneme například v dílech: Muž a stín (1932), Zlá minuta (1933), Devatenáct klavírů (1964), Beraní dvůr (1964).

## Jméno
Jméno detektiva Klubíčka můžeme považovat za tzv. mluvící/výmluvné jméno. Tato jména mají charakterizační funkci. V případě detektiva Klubíčka můžeme tvrdit, že jeho jméno vyjadřuje tendenci postavy postupně rozplétat případy a tím se dopracovat k jejich vyřešení.[zdroj?]

## Charakteristika
Detektiv Klubíčko je inspektorem pražské kriminálky, typické jsou pro něj logické kombinace a psychologický odhad jednotlivých lidských charakterů, který je často v rozporu s empirickými důkazy. Klubíčko nehodnotí jen samotný zločin (vinu a trest), ale i okolnosti, za kterých k trestnému činu došlo. Jeho hlavním charakterovým rysem je poté empatie, tendence naslouchat všem svědkům bez výjimky. Klubíčko se snaží proniknout do psychologie obětí i pachatelů, nepřehlíží detaily a hledá příčiny zločinů. Na člověka se podle Klubíčka nesmí klást více, než je schopen unést. Mezi jeho hlavní záliby patří literatura, lze jej označit za bibliofila, což dokazuje i časté citování významných děl krásné literatury v jeho promluvách.
V žádném ze svých děl Emil Vachek nepodal komplexní popis Klubíčkovy charakteristiky. Čtenář si z různých náznaků v dílech skládá vlastní mozaiku, která detektiva vystihuje. Například v prvním díle Tajemství obrazárny je nastíněna vnější charakteristika detektiva takto: „Byl to malý, rtuťově pohyblivý muž, starší stěží třiceti pěti let, výrazem rozený slídič. Do jeho očí, z nichž jedno bylo menší než druhé, soustředila se všechna nepokojná zvídavost světa a všechna nedůvěra k lidem.“ V díle Černá hvězda z roku 1959 je popisován následovně: „Ač už se blížil padesátce, Klubíčko vypadal bezmála stejně svěže, jako před patnácti lety, kdy se s ním Trampus seznámil za aféry padělků v Kannově galerii. Byl to stále ten nedetektivní detektiv, spíše umělec ve svém oboru než ouřada s místem vedoucího bezpečnostního oddělení, kterého se mu dostalo brzo poté, co usvědčil studenta Maxanta ze zavraždění mladičké Anežky. Nezpychl ani trochu, a byl-li všem dobrým přítelem, Trampusovi, kterého kdysi přiměl k tomu, aby zběhl ze studia chemie a věnoval se bezpečnostní službě, byl druhým otcem. Trampus ho zastihl u vařiče na černou kávu. Klubíčko k němu vzhlédl od přístroje a položil prst na ústa: „Pozor Zdeňku, zkouším nový druh kávy. Člověče, mám trému jako herečka před prvním vystoupením.“ Z této citace lze vyvodit typický prvek vnitřní charakteristiky detektiva – pití dobré a kvalitní kávy, které je pro něj prostředkem relaxace. Rád své volné chvíle tráví u krbu, pitím kávy, kouřením dýmky a přemýšlením nad svými případy. 
Detektiv Klubíčko je starým mládencem, ve svém volném čase vyhledává spíše samotu, což může být zapříčiněno tím, že se při své práci stále setkával s lidmi a v soukromí si od nich potřeboval odpočinout. Bydlel v Tiché ulici v Praze: „Ta vila je osamělá až bůh brání, ale Klubíčkovi nestačila ani taková míra osamělosti. Býval po práci tak vyčerpán, že nesnesl nejmenší hluk. Stačilo, aby zaslechl hluk automobilové houkačky, i když byl zmírněn záclonou listí na stromech v zahradě; ba stačilo, aby zaslechl jen lidské hlasy, a již propadl neuróze. Proto si vybral za obydlí malý pavilón, který stál v zahradě za vilou.“ Jeho záliba v samotě však neznamená, že by pohrdal lidmi, mezi jeho přátele patří např. Zdeněk Trampus či novinář Maurin, se kterým sdílí svůj staromládenecký život. Ačkoliv žil sám, k ženám se za všech okolností choval jako gentleman. 
Sám detektiv o sobě říká, že je pro běžný život nepraktický: „Jsem takový nepraktický člověk, ani konzervu nedovedu otevřít, abych se při tom nepořezal.“  Mezi jeho vnitřní charakteristické rysy dále patří, již zmiňovaná empatie, rozvážnost, trpělivost, klid v řešení problémů, využití selského rozumu a zejména lidskost. Typický českým rysem detektiva Klubíčka je jeho smysl pro humor a ironii, díky které je mnohdy schopný vyprovokovat pachatele k přiznání viny. 
Při srovnání Klubíčka s jinými detektivy ve světových literárních dílech lze největší shodu lze nalézt s Herculem Poirotem Agathy Christie.[ujasnit]

## Filmové zpracování
Jelikož byly detektivní romány s inspektorem Klubíčkem velice populární a vyhledávané, brzy se staly předlohou pro filmová zpracování. Vůbec prvním hercem, který na plátně postavu detektiva Klubíčka ztvárnil, byl významný prvorepublikový herec Jindřich Plachta. Později byly natočeny celkem tři filmy ztvárňující Vachkovy zřejmě nejznámější romány: Zlá minuta (2005), Muž a stín (2007) a Devatenáct klavírů (2008). V těchto filmech ztvárnil hlavní postavu inspektora Klubíčka Miroslav Donutil.